# Кокоша черква
Кокоша черква, Кокошин ден (Свиленградско) е общоселски курбан сред българите в Източна Тракия и тракийските преселници в източнобългарските райони. Свързан е с жертвоприношение на черна кокошка като отрязаните глави се поставят на изток(рядко черен или червен петел ), понякога се добавя в жертва и друго животно – овен, шиле, но винаги черно на цвят. Израз е на благодарност и опит за умилостивяване на силите на подземния свят, от които зависи плодородието, здравето и благополучието. Произходът му е много старинен.
Извършва се на някое свещено според старинните вярвания място – оброчище, до извор, под вековен дъб, на кръстопът, а също и в църковен двор. Прави се в събота (по-рядко в понеделник) през периода от Петковден до Архангелов ден, след като е прибрана реколтата.
Основните участници са жени. Най-възрастната жена от семейството отнася жертвената птица на определеното място. Кокошките коли жена (или мъж), чието име е единствено в селото, още незаергенило се момче или пъдаря. Всяка жена носи своя кокошка. Извършват се ритуални действия. Ако има и друго животно, то се вари отделно от кокошките. Докато курбанът се вари, жените играят, празнично облечени и закичени с босилек, слядко хоро. Пряви се обща трапеза.